# إيه إس تي
إيه إس تي (الروسية: АСТ) هي واحدة من أكبر شركات نشر الكتب في روسيا.